# Rozenbladkringenzwam
De Rozenbladkringenzwam, ook wel sterroetdauw, (Diplocarpon rosae en de naam Marssonina rosae voor de ongeslachtelijke fase) is een schimmel, die bij roos en laurier kan voorkomen. De naam is afkomstig van het aantastingspatroon op het blad. Vooral oude cultivars, zoals de stekelloze Zéphirine Drouin, zijn hier vatbaar voor. Er zijn ook resistente cultivars.
Rozenbladkringenzwam vormt in de ongeslachtelijke fase de bruinzwarte, uitstralende vlekken. In de vlek zitten fijne schimmeldraden en zwarte puntjes (acervuli) bestaande uit sporenhoopjes. In de ongeslachtelijke fase bestaan deze sporen uit tweecellige conidiën. Aangetaste bladeren vergelen en vallen ten slotte af. Bij een zware aantasting kan ook de stengel aangetast worden.
De schimmel overwintert als spore op de grond van waaruit door opspattend regen- of gietwater weer infectie optreedt.
De ziekte is chemisch te bestrijden door vanaf mei regelmatig een preventieve bespuiting uit te voeren met bijvoorbeeld Eupareen of een zwavelhoudend middel. Ook een aftreksel van paardenstaarten kan gebruikt worden. Aangetast blad kan het beste direct verwijderd en afgevoerd worden. Daarnaast is het belangrijk dat het blad zoveel als mogelijk droog blijft dus de plant op een zonnige plaats planten.

## Foto's

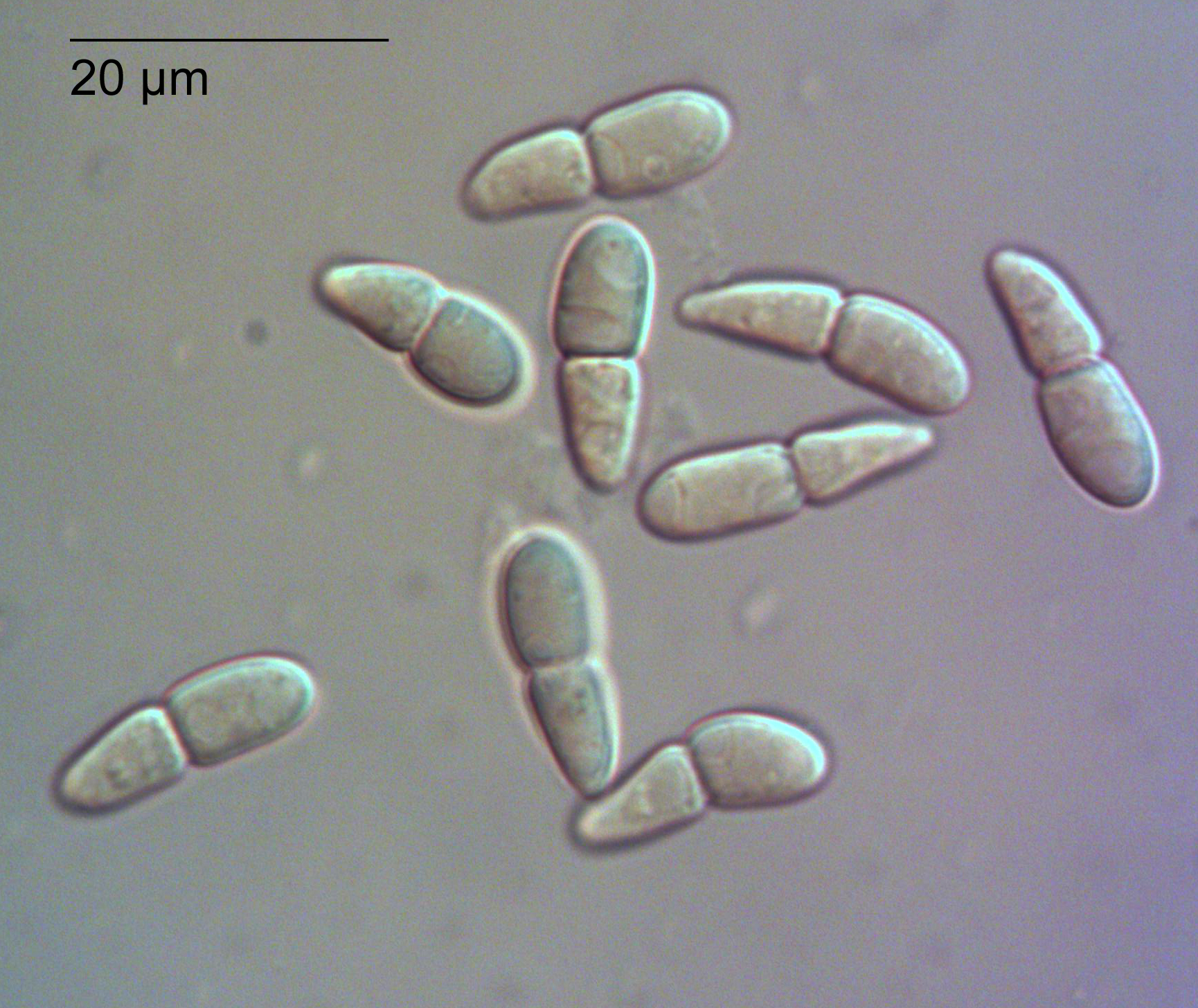
Sporen